# Platynereis mahanga
Platynereis mahanga är en ringmaskart som beskrevs av Read 2007. Platynereis mahanga ingår i släktet Platynereis och familjen Nereididae. Inga underarter finns listade i Catalogue of Life.